# Dafna Dekel
Dafna Dekel (nascuda el 7 de maig de 1966, a Ashdod, Israel) és una cantant israeliana. Va ser descoberta quan va servir en l'exèrcit israelià com a cantant en el grup de Nachal entre 1985 i 1986. Dafna Dekel va representar Israel en el Festival de la Cançó d'Eurovisió 1992.

## Eurovisió
Dafna va participar en el Kdam, la preselecció israeliana per al Festival d'Eurovisió el 1992 amb el tema "Ze Rak Sport", amb el qual va aconseguir la victòria i el dret de representar el seu país en el Festival de la Cançó d'Eurovisió 1992, a Malmö, Suècia. En el festival, Dafna va aconseguir la tercera posició i finalment va obtenir 85 punts i assolí el 6è lloc. Set anys més tard, el 1999, va presentar aquest mateix festival, quan es va celebrar a Jerusalem, Israel.